# Zapora Sainte-Croix

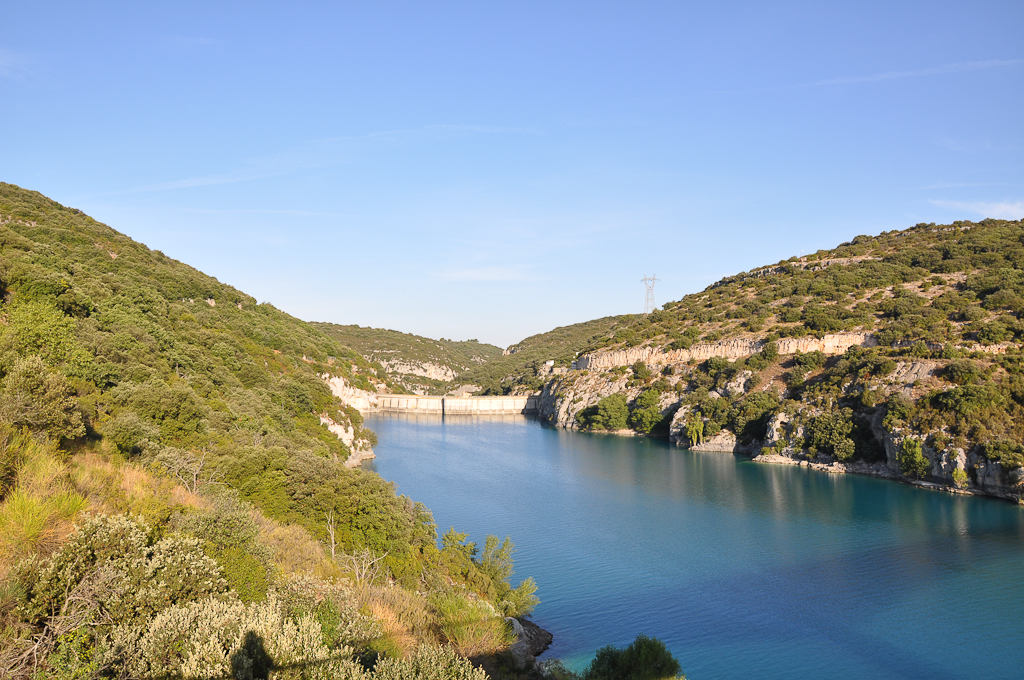
Zapora Sainte-Croix, widok od strony jeziora

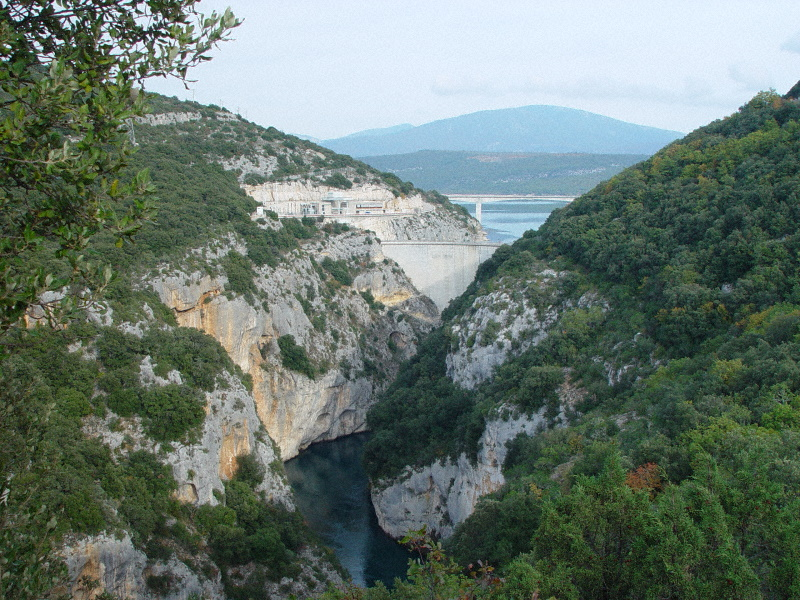
Zapora Sainte-Croix, widok od strony kanionu Baudinard

Zapora Sainte-Croix (fr. barrage de Sainte-Croix) – zapora wodna na rzece Verdon w południowo-wschodniej Francji, usytuowana na pograniczu departamentów Var i Alpy Górnej Prowansji, w regionie Prowansja-Alpy-Lazurowe Wybrzeże.
W wyniku spiętrzenia zaporą wód rzeki Verdon powstało jezioro Sainte-Croix. Kompleks zbudowano zarówno w celu wykorzystania energii wód rzeki Verdon (elektrownia wodna) jak i jako zbiornik słodkiej wody dla rolnictwa Górnej Prowansji oraz wielkich ośrodków miejskich od Aix-en-Provence przez Marsylię po Tulon.
Użytkownikiem zapory i istniejącej przy niej elektrowni wodnej jest przedsiębiorstwo Électricité de France.

## Historia
Pierwsze plany wzniesienia zapory na rzece Verdon poniżej wylotu wąwozu Gorges du Verdon a powyżej dolnych przełomów tej rzeki (fr. canyon de Baudinard) pojawiły się już w 1908 r. Po przerwie spowodowanej I wojną światową koncern energetyczny "Société Schneider" zaczął je formułować na tyle szczegółowo, że w 1930 r. powstał pierwszy komitet obrony zawiązany przez mieszkańców zagrożonej zalaniem przez wody przyszłego jeziora miejscowości Les Salles-sur-Verdon. Przeciąganie się prac koncepcyjnych było związane m.in. z obawami co do „szczelności” przyszłego zbiornika (tereny krasowe) oraz nierozwiązanymi problemami co do finansowania budowy oraz odszkodowań dla przesiedlanej ludności. Ostatecznie decyzje o budowie zapory zapadły w połowie lat 60. XX w.
Pierwotnie wysokość zapory miała wynosić 100 m, a poziom wody w zbiorniku miał sięgać 496,5 m n.p.m. Powierzchnia zbiornika wynosiłaby wówczas 2780 ha, a objętość zgromadzonej w nim wody 1200 mln m³. Spowodowałoby to konieczność całkowitego przeniesienia dwóch miejscowości: Bauduen i Salles-sur-Verdon i znacznego ograniczenia terenów trzeciej – Sainte-Croix. Nie istniałaby wówczas obecna wyspa Costebelle (fr. l'île de Costebelle) ani tzw. równina Bocouenne (fr. plateau de Bocouenne) na lewym brzegu rzeki. Ostatecznie zadecydowano o obniżeniu zapory do 85 m oraz poziomu lustra wody do 477 m n.p.m. (maksymalnie: 482 m n.p.m.), co uratowało pierwszą wieś i umożliwiło przeniesienie drugiej na wspomniany płaskowyż (przy znacznych protestach społecznych co do sposobu rekompensaty strat mieszkańców przez EdF).
Prace rozpoczęto w marcu 1969 r. od budowy kanału derywacyjnego dla wód Verdon z systemem grodzi. Budowa samej zapory trwała w latach 1971–1974. Napełnianie zbiornika rozpoczęto zimą 1973/1974.

## Konstrukcja
Jest to lekka zapora betonowa, łukowa, dwukrzywiznowa (ma kształt łuku zarówno w płaszczyźnie poziomej jak i pionowej). Fundamenty zapory leżą na wysokości 390 m n.p.m., 8 metrów poniżej poziomu gruntu. W celu zabezpieczenia się przed infiltracją wody przez szczeliny krasowego podłoża uszczelniono je zastrzykami zawiesiny cementowej. Wysokość zapory wynosi 85 m, jej grubość u podstawy 6 m, natomiast u góry jedynie 3 m. Wyklucza to wykorzystanie korony zapory do celów komunikacyjnych: połączenie obu brzegów zbiornika zapewnia długi na 242 m most (fr. Pont du Galetas) wybudowany na górnym skraju zbiornika, u wylotu Gorges du Verdon.

## Elektrownia
U podnóży zapory znajduje się elektrownia wodna wyposażona w dwa zespoły energetyczne: pierwszy z turbiną Francisa o mocy 86 MW, drugi z turbiną odwracalną o mocy 56 MW, mogącą pracować jako pompa (elektrownia szczytowo-pompowa). Łączna zainstalowana moc, określana na 136 MW, umożliwia teoretycznie produkcję ok. 242 tys. MWh energii. 
Praktycznie elektrownia produkuje 142-160 tys. MWh energii rocznie.